# Štír nejdelší
Štír nejdelší (Hadogenes troglodytes) je pravděpodobně nejdelší štír na světě. Dorůstá až 210 mm. Podobných rozměrů dorůstají pouze druhy Pandinus imperator a Heterometrus svammerdami. Všichni štíři rodu Hadogenes jsou klidní, mají slabý jed, nesnaží se zaútočit, k obraně využívají klepeta a nebo výjimečně bodnou. Člověk bodnutí většinou ani nezaznamená. H. troglodytes má mnoho barevných variant od černé až po hnědou se žlutýma nohama. Jeho biotop tvoří skalnaté suché oblasti a horská pásma, kde žije ve skalních štěrbinách a úzkých prostorech. Jedná se o velice citlivý druh k ničení přirozeného prostředí. Po více než roční březosti rodí samice 20–30 mláďat větší velikosti, která dosahují dospělosti po 8–10 letech. Délka života je odhadována na 30 let.